# Plagodis
Genre
Plagodis est un genre de lépidoptères (papillons) de la famille des Geometridae, de la sous-famille des Ennominae. On les trouve en Europe, notamment en France.

## Liste des espèces
Selon BioLib (3 mars 2019) :
- Plagodis dolabraria (Linnaeus, 1767) - Phalène linéolée
- Plagodis occiduaria Walker, 1861
- Plagodis pulveraria (Linnaeus, 1758) - Numérie poudrée